# Bruce Alan Lewandowski
Bruce Alan Lewandowski (Toledo, 8 giugno 1967) è un vescovo cattolico statunitense, dall'8 aprile 2025 vescovo di Providence.

## Biografia
Bruce Alan Lewandowski è nato a Toledo, nell'Ohio, l'8 giugno 1967 da Robert Lewandowski e Frances (nata Czelusta). È cresciuto nella fattoria di famiglia a Lima, nell'Ohio, con i suoi quattro fratelli.

### Formazione e ministero sacerdotale
Ha frequentato la St. Gerard Elementary School a Lima e il seminario minore al St. Mary's College di Erie, nella Pennsylvania. Successivamente ha frequentato il Saint Alphonsus College a Suffield, nel Connecticut, e l'Holy Redeemer College a Washington.
A partire dal 1988, Lewandowski ha studiato teologia alla Washington Theological Union. Il 10 settembre dello stesso anno ha emesso i primi voti nella Congregazione del Santissimo Redentore. Ha anche imparato lo spagnolo in previsione di un'assegnazione alle missioni gestite dai redentoristi nella Repubblica Dominicana o in Paraguay.
Il 7 maggio 1994 è stato ordinato presbitero per la Congregazione del Santissimo Redentore nella basilica del santuario nazionale dell'Immacolata Concezione a Washington da monsignor William George Curlin, vescovo di Charlotte. In seguito è stato vicario parrocchiale della parrocchia di Santa Cecilia a Manhattan, New York, dal 1994 al 1996; vicario parrocchiale della parrocchia dell'Immacolata Concezione nel Bronx dal 1996 al 1998; missionario alla Seelos House a Vieux Fort, a Saint Lucia, dal 1998 al 2000; parroco della parrocchia di San Bonifacio a Filadelfia dal 2000 al 2006; parroco della parrocchia della Visitazione della Beata Vergine Maria nel quartiere di Kensington a Filadelfia dal 2006 al 2011; vicario episcopale per i ministeri culturali dell'arcidiocesi di Filadelfia dal 2011 al 2015; parroco della parrocchia del Sacro Cuore di Gesù a Baltimora dal 2016  e delegato ad interim per il ministero agli ispanici dell'arcidiocesi di Baltimora dal 22 agosto 2019.
È diventato anche un leader di Baltimoreans United in Leadership Development (BUILD)  e ha collaborato con il gruppo che nell'ottobre del 2018 ha creato una carta d'identità parrocchiale. Questa è stata particolarmente utile per i parrocchiani del Sacro Cuore  che erano immigrati clandestini. Lewandowski ha descritto i raid pianificati dallo United States Immigration and Customs Enforcement avvenuti nel giugno del 2019 e che avrebbero preso di mira le comunità di immigrati, come "un atto di terrorismo interno".

### Ministero episcopale
Il 10 giugno 2020 papa Francesco lo ha nominato vescovo ausiliare di Baltimora e titolare di Croia. Ha ricevuto l'ordinazione episcopale il 18 agosto successivo nella cattedrale di Nostra Regina Maria a Baltimora dall'arcivescovo metropolita di Baltimora William Edward Lori, co-consacranti i vescovi ausiliari della stessa arcidiocesi Adam John Parker e John Joseph McIntyre.
Nel settembre del 2021 l'arcivescovo Lori lo ha nominato vicario urbano per l'arcidiocesi; in questo ufficio è succeduto a monsignor Denis James Madden. È rimasto parroco della parrocchia del Sacro Cuore di Gesù.
Nel maggio del 2024, Lewandowski ha guidato un grande incontro pubblico presso la cattedrale di Nostra Regina Maria, in cui ha presentato il piano dell'arcidiocesi di ridurre il numero delle parrocchie della città di Baltimora da 61 a 26.
È stato anche vicario episcopale per i cattolici ispanici, vicario episcopale per il ministero cattolici afroamericani, membro del consiglio presbiterale  e membro del collegio dei consultori.
L'8 aprile 2025 papa Francesco lo ha nominato vescovo di Providence. Il 4 maggio si è congedato dall'arcidiocesi di Baltimora con una messa celebrata nella cattedrale di Nostra Regina Maria a Baltimora. Ha preso possesso della diocesi il 20 maggio successivo con una cerimonia tenutasi nella cattedrale dei Santi Pietro e Paolo a Providence.
In seno alla Conferenza dei vescovi cattolici degli Stati Uniti è membro del sottocomitato per la Chiesa in America latina  e del sottocomitato per la campagna cattolica per lo sviluppo umano.

## Genealogia episcopale
La genealogia episcopale è:
- Cardinale Scipione Rebiba
- Cardinale Giulio Antonio Santori
- Cardinale Girolamo Bernerio, O.P.
- Arcivescovo Galeazzo Sanvitale
- Cardinale Ludovico Ludovisi
- Cardinale Luigi Caetani
- Cardinale Ulderico Carpegna
- Cardinale Paluzzo Paluzzi Altieri degli Albertoni
- Papa Benedetto XIII
- Papa Benedetto XIV
- Papa Clemente XIII
- Cardinale Marcantonio Colonna
- Cardinale Giacinto Sigismondo Gerdil, B.
- Cardinale Giulio Maria della Somaglia
- Cardinale Carlo Odescalchi, S.I.
- Cardinale Costantino Patrizi Naro
- Cardinale Lucido Maria Parocchi
- Papa Pio X
- Cardinale Gaetano De Lai
- Cardinale Raffaele Carlo Rossi, O.C.D.
- Cardinale Amleto Giovanni Cicognani
- Cardinale John Francis Dearden
- Cardinale James Aloysius Hickey
- Arcivescovo William Edward Lori
- Vescovo Bruce Alan Lewandowski, C.SS.R.